# West Union (Virginia Occidentale)
West Union è un comune degli Stati Uniti d'America, situato nello Stato della Virginia Occidentale, nella Contea di Doddridge, della quale è il capoluogo.